# RAFK Rajhrad
RAFK Rajhrad (celým názvem: Rajhradský atleticko-fotbalový klub Rajhrad) je český fotbalový klub, který sídlí v Rajhradu na Brněnsku v Jihomoravském kraji. Založen byl roku 1919. Klubovými barvami jsou modrá a bílá. Od sezony 2018/19 hraje I. A třídu Jihomoravského kraje ve skupině „A“ (6. nejvyšší soutěž).
Největším úspěchem klubu je účast ve 2. nejvyšší soutěži v ročníku 1952. V novodobé historii je největším úspěchem účast v 10 ročnících nejvyšší jihomoravské soutěže (1993/94 – 1997/98, 2001/02 – 2002/03 a 2011/12 – 2013/14), nejlepším umístěním je 8. místo v sezoně 1994/95.
V sezoně 1999/00 klub vyhrál Jihomoravský župní pohár po finálovém vítězství nad Bedřichovem. V sezoně 2000/01 se tak poprvé účastnil celostátní pohárové soutěže, kde v 1. kole nestačil na divizní mužstvo FC Dosta Bystrc-Kníničky, kterému v neděli 23. července 2000 v Rajhradě podlehl 1:2 (poločas 0:2). Autorem prvního gólu Rajhradu v celostátní pohárové soutěži byl Jaroslav Janošek.
Trénoval zde mj. olympijský vítěz Rostislav Václavíček. V Rajhradu začínal Dominik Janošek a za RAFK hrál také Pavel Černík, bývalý prvoligový hráč Zbrojovky Brno.

## Historické názvy
- 1919 – RAFK Rajhrad (Rajhradský atleticko-fotbalový klub Rajhrad)
- 1948 – JTO Sokol Rajhrad (Jednotná tělovýchovná organisace Sokol Rajhrad)
- 1953 – DSO Sokol Rajhrad (Dobrovolná sportovní organisace Sokol Rajhrad)
- 1956 – TJ Sokol Rajhrad (Tělovýchovná jednota Sokol Rajhrad)
- 1992 – RAFK Rajhrad (Rajhradský atleticko-fotbalový klub Rajhrad)

## Stručná historie kopané v Rajhradě
V rajhradské kronice je tento zápis: „Na podzim roku 1919 založilo rajhradské studentstvo Rajhradský atleticko-fotbalový klub“, zkratkou RAFK. U zrodu klubu stáli Vladimír Janíček, Felix Rotter a Jan Krejčí. Prvním předsedou klubu byl Vladimír Janíček, pozdější okresní lékař.
První zápas sehráli rajhradští fotbalisté koncem srpna roku 1919. Nastoupili proti demobilizovaným chlapcům ze širokého okolí a prohráli 3:2. Hráči nastoupili v bílých košilích s černou pěticípou hvězdou na levé straně. U příležitosti 40. výročí klubu v roce 1959 bylo sehráno přátelské utkání s mužstvem československých internacionálů v čele se slavným fotbalovým brankářem Františkem Pláničkou. V Rajhradě též krátce existovalo vojenské mužstvo „Dukla Rajhrad“.
V neděli 16. června 1968 se žákovské družstvo probojovalo do žákovské ligy.

## Zázemí klubu
Začínalo se na malém skromném hřišti „na Matlašce“ naproti dnešnímu nádraží, kde se hrálo do roku 1924. V lednu 1925 byla na přímluvu inspektora drah Edmunda Adlera vyhotovena nájemní smlouva, jejíž platnost začala 7. května 1925. Na tomto hřišti – zvaném „Ve škarpě“ – se poprvé hrálo 10. května 1925 s I. mužstvem FK Brno, v němž rajhradští zvítězili 5:0. Klub se v období 1925–1935 hospodářsky stabilizoval, rozšířil počet mužstev a začal se věnovat výchově mládeže. V září 1935 bylo vybudováno nové škvárové hřiště za továrnou Bytex (později Moravan), v těchto místech hraje RAFK do dnešních dní. Počátky nebyly lehké, až do roku 1944 bylo hřiště pravidelně postihováno záplavami řeky Svratky.
Až do roku 1935 klub neměl žádné šatny, ani klubové zázemí. Využíval buď podloubí nedalekého železničního mostu, nebo prostory restaurace „U Bachmanů“.
V porevoluční době zde nastoupila i prvoligová mužstva Boby Brno a Petry Drnovice. Hřiště má rozměry 99×60 metrů.

## Umístění v jednotlivých sezonách
Stručný přehled
Zdroj: 
- 1936–1937: II. třída BZMŽF – VI. okrsek
- 1939–1941: I. B třída BZMŽF – I. okrsek
- 1945–1946: I. B třída BZMŽF – I. okrsek
- 1946–1947: I. B třída BZMŽF – III. okrsek
- 1947–1948: II. třída BZMŽF
- 1948: I. B třída ZMŽF – okrsek III
- 1949: I. B třída Brněnského kraje
- 1952: Krajský přebor – Brno
- 1953: Krajská soutěž
- 1960–1961: I. třída Jihomoravského kraje – sk. B
- 1984–1985: Jihomoravská krajská soutěž I. třídy – sk. C
- 1986–1988: Okresní přebor Brno-venkov
- 1991–1993: I. A třída Jihomoravské župy – sk. B
- 1993–1998: Jihomoravský župní přebor
- 1998–2001: I. A třída Jihomoravské župy – sk. B
- 2001–2002: Jihomoravský župní přebor
- 2002–2003: Přebor Jihomoravského kraje
- 2003–2006: I. A třída Jihomoravského kraje – sk. B
- 2006–2007: I. A třída Jihomoravského kraje – sk. A
- 2007–2008: I. A třída Jihomoravského kraje – sk. B
- 2008–2011: I. A třída Jihomoravského kraje – sk. A
- 2011–2014: Přebor Jihomoravského kraje
- 2014–2015: I. A třída Jihomoravského kraje – sk. B
- 2015–2016: I. B třída Jihomoravského kraje – sk. B
- 2016–2018: I. B třída Jihomoravského kraje – sk. C
- 2018– : I. A třída Jihomoravského kraje – sk. A

Jednotlivé ročníky
Zdroj: 
Legenda: Z – zápasy, V – výhry, R – remízy, P – porážky, VG – vstřelené góly, OG – obdržené góly, +/− – rozdíl skóre, B – body, červené podbarvení – sestup, zelené podbarvení – postup, fialové podbarvení – reorganizace, změna skupiny či soutěže
| Československo (1936 – 1939)             |                                                             |                                                             |                                                             |                                                             |                                                             |                                                             |                                                             |                                                             |                                                             |                                                             |                                                             |
| Sezóna                                   | Liga                                                        | Úroveň                                                      | Z                                                           | V                                                           | R                                                           | P                                                           | VG                                                          | OG                                                          | +/−                                                         | B                                                           | Pozice                                                      |
| 1936/37                                  | II. třída BZMŽF – VI. okrsek                                | 5                                                           | 12                                                          | 6                                                           | 1                                                           | 5                                                           | 47                                                          | 33                                                          | +14                                                         | 13                                                          | 3.                                                          |
| ...                                      |                                                             |                                                             |                                                             |                                                             |                                                             |                                                             |                                                             |                                                             |                                                             |                                                             |                                                             |
| Protektorát Čechy a Morava (1939 – 1945) |                                                             |                                                             |                                                             |                                                             |                                                             |                                                             |                                                             |                                                             |                                                             |                                                             |                                                             |
| Sezóny                                   | Liga                                                        | Úroveň                                                      | Z                                                           | V                                                           | R                                                           | P                                                           | VG                                                          | OG                                                          | +/−                                                         | B                                                           | Pozice                                                      |
| 1939/40                                  | I. B třída BZMŽF – I. okrsek                                | 4                                                           | 26                                                          | 13                                                          | 1                                                           | 12                                                          | 101                                                         | 75                                                          | +26                                                         | 27                                                          | 7.                                                          |
| 1940/41                                  | I. B třída BZMŽF – I. okrsek                                | 4                                                           | 24                                                          | 14                                                          | 2                                                           | 8                                                           | 70                                                          | 50                                                          | +20                                                         | 30                                                          | 3.                                                          |
| ...                                      |                                                             |                                                             |                                                             |                                                             |                                                             |                                                             |                                                             |                                                             |                                                             |                                                             |                                                             |
| 1944/45                                  | Končila druhá světová válka, pravidelné soutěže se nehrály. | Končila druhá světová válka, pravidelné soutěže se nehrály. | Končila druhá světová válka, pravidelné soutěže se nehrály. | Končila druhá světová válka, pravidelné soutěže se nehrály. | Končila druhá světová válka, pravidelné soutěže se nehrály. | Končila druhá světová válka, pravidelné soutěže se nehrály. | Končila druhá světová válka, pravidelné soutěže se nehrály. | Končila druhá světová válka, pravidelné soutěže se nehrály. | Končila druhá světová válka, pravidelné soutěže se nehrály. | Končila druhá světová válka, pravidelné soutěže se nehrály. | Končila druhá světová válka, pravidelné soutěže se nehrály. |
| Československo (1945 – 1993)             |                                                             |                                                             |                                                             |                                                             |                                                             |                                                             |                                                             |                                                             |                                                             |                                                             |                                                             |
| Sezóny                                   | Liga                                                        | Úroveň                                                      | Z                                                           | V                                                           | R                                                           | P                                                           | VG                                                          | OG                                                          | +/−                                                         | B                                                           | Pozice                                                      |
| 1945/46                                  | I. B třída BZMŽF – I. okrsek                                | 4                                                           | 28                                                          | 9                                                           | 4                                                           | 15                                                          | 68                                                          | 85                                                          | −17                                                         | 22                                                          | 10.                                                         |
| 1946/47                                  | I. B třída BZMŽF – III. okrsek                              | 4                                                           | 26                                                          | 8                                                           | 0                                                           | 18                                                          | 57                                                          | 87                                                          | −30                                                         | 16                                                          | 13.                                                         |
| 1947/48                                  | II. třída BZMŽF                                             | 5                                                           |                                                             | ...                                                         | ...                                                         | ...                                                         | ...                                                         | ...                                                         | ...                                                         |                                                             |                                                             |
| 1948                                     | I. B třída ZMŽF – okrsek III                                | 5                                                           | 11                                                          | 7                                                           | 1                                                           | 3                                                           | 42                                                          | 29                                                          | +13                                                         | 15                                                          | 1.                                                          |
| 1949                                     | I. B třída Brněnského kraje                                 | 4                                                           | 26                                                          | 15                                                          | 1                                                           | 10                                                          | 86                                                          | 69                                                          | +17                                                         | 31                                                          | 5.                                                          |
| ...                                      |                                                             |                                                             |                                                             |                                                             |                                                             |                                                             |                                                             |                                                             |                                                             |                                                             |                                                             |
| 1952                                     | Krajský přebor – Brno                                       | 2                                                           | 22                                                          | 5                                                           | 4                                                           | 13                                                          | 50                                                          | 98                                                          | −48                                                         | 14                                                          | 9.                                                          |
| 1953                                     | Krajská soutěž                                              | 4                                                           | 22                                                          | ...                                                         | ...                                                         | ...                                                         | 79                                                          | 41                                                          | +38                                                         | 30                                                          | 2.                                                          |
| ...                                      |                                                             |                                                             |                                                             |                                                             |                                                             |                                                             |                                                             |                                                             |                                                             |                                                             |                                                             |
| 1960/61                                  | I. třída Jihomoravského kraje – sk. B                       | 4                                                           | 26                                                          | 9                                                           | 2                                                           | 15                                                          | 57                                                          | 71                                                          | −14                                                         | 20                                                          | 12.                                                         |
| ...                                      |                                                             |                                                             |                                                             |                                                             |                                                             |                                                             |                                                             |                                                             |                                                             |                                                             |                                                             |
| 1984/85                                  | Jihomoravská krajská soutěž I. třídy – sk. C                | 6                                                           | 30                                                          | 11                                                          | 6                                                           | 13                                                          | 43                                                          | 55                                                          | −12                                                         | 28                                                          | 9.                                                          |
| ...                                      |                                                             |                                                             |                                                             |                                                             |                                                             |                                                             |                                                             |                                                             |                                                             |                                                             |                                                             |
| 1986/87                                  | Okresní přebor Brno-venkov                                  | 8                                                           | 22                                                          | 9                                                           | 5                                                           | 8                                                           | 48                                                          | 29                                                          | +19                                                         | 23                                                          | 6.                                                          |
| 1987/88                                  | Okresní přebor Brno-venkov                                  | 8                                                           | 26                                                          | 20                                                          | 3                                                           | 3                                                           | 74                                                          | 25                                                          | +49                                                         | 43                                                          | 1.                                                          |
| ...                                      |                                                             |                                                             |                                                             |                                                             |                                                             |                                                             |                                                             |                                                             |                                                             |                                                             |                                                             |
| 1991/92                                  | I. A třída Jihomoravské župy – sk. A                        | 6                                                           | 26                                                          | 8                                                           | 9                                                           | 9                                                           | 33                                                          | 40                                                          | −7                                                          | 25                                                          | 8.                                                          |
| 1992/93                                  | I. A třída Jihomoravské župy – sk. B                        | 6                                                           | 26                                                          | 12                                                          | 7                                                           | 7                                                           | 43                                                          | 33                                                          | +10                                                         | 31                                                          | 2.                                                          |
| Česko (1993 – )                          |                                                             |                                                             |                                                             |                                                             |                                                             |                                                             |                                                             |                                                             |                                                             |                                                             |                                                             |
| Sezóna                                   | Liga                                                        | Úroveň                                                      | Z                                                           | V                                                           | R                                                           | P                                                           | VG                                                          | OG                                                          | +/−                                                         | B                                                           | Pozice                                                      |
| 1993/94                                  | Jihomoravský župní přebor                                   | 5                                                           | 30                                                          | 9                                                           | 5                                                           | 16                                                          | 44                                                          | 54                                                          | −10                                                         | 23                                                          | 14.                                                         |
| 1994/95                                  | Jihomoravský župní přebor                                   | 5                                                           | 30                                                          | 10                                                          | 11                                                          | 9                                                           | 43                                                          | 48                                                          | −5                                                          | 41                                                          | 8.                                                          |
| 1995/96                                  | Jihomoravský župní přebor                                   | 5                                                           | 30                                                          | 9                                                           | 6                                                           | 15                                                          | 42                                                          | 59                                                          | −17                                                         | 33                                                          | 13.                                                         |
| 1996/97                                  | Jihomoravský župní přebor                                   | 5                                                           | 30                                                          | 9                                                           | 4                                                           | 17                                                          | 28                                                          | 55                                                          | −27                                                         | 31                                                          | 14.                                                         |
| 1997/98                                  | Jihomoravský župní přebor                                   | 5                                                           | 30                                                          | 10                                                          | 5                                                           | 15                                                          | 40                                                          | 55                                                          | −15                                                         | 35                                                          | 14.                                                         |
| 1998/99                                  | I. A třída Jihomoravské župy – sk. B                        | 6                                                           | 26                                                          | 9                                                           | 7                                                           | 10                                                          | 50                                                          | 53                                                          | −3                                                          | 25                                                          | 8.                                                          |
| 1999/00                                  | I. A třída Jihomoravské župy – sk. B                        | 6                                                           | 26                                                          |                                                             |                                                             |                                                             |                                                             |                                                             |                                                             |                                                             |                                                             |
| 2000/01                                  | I. A třída Jihomoravské župy – sk. B                        | 6                                                           | 26                                                          | 13                                                          | 6                                                           | 7                                                           | 58                                                          | 49                                                          | +9                                                          | 45                                                          | 2.                                                          |
| 2001/02                                  | Jihomoravský župní přebor                                   | 5                                                           | 30                                                          | 6                                                           | 6                                                           | 18                                                          | 33                                                          | 69                                                          | −36                                                         | 24                                                          | 15.                                                         |
| 2002/03                                  | Přebor Jihomoravského kraje                                 | 5                                                           | 30                                                          | 8                                                           | 4                                                           | 18                                                          | 39                                                          | 65                                                          | −26                                                         | 28                                                          | 15.                                                         |
| 2003/04                                  | I. A třída Jihomoravského kraje – sk. B                     | 6                                                           | 26                                                          | 8                                                           | 6                                                           | 12                                                          | 43                                                          | 54                                                          | −11                                                         | 30                                                          | 12.                                                         |
| 2004/05                                  | I. A třída Jihomoravského kraje – sk. B                     | 6                                                           | 26                                                          | 11                                                          | 1                                                           | 14                                                          | 42                                                          | 46                                                          | −4                                                          | 34                                                          | 8.                                                          |
| 2005/06                                  | I. A třída Jihomoravského kraje – sk. B                     | 6                                                           | 26                                                          | 15                                                          | 3                                                           | 8                                                           | 48                                                          | 37                                                          | +11                                                         | 48                                                          | 2.                                                          |
| 2006/07                                  | I. A třída Jihomoravského kraje – sk. A                     | 6                                                           | 26                                                          | 12                                                          | 2                                                           | 12                                                          | 43                                                          | 42                                                          | +1                                                          | 38                                                          | 6.                                                          |
| 2007/08                                  | I. A třída Jihomoravského kraje – sk. B                     | 6                                                           | 26                                                          | 9                                                           | 6                                                           | 11                                                          | 51                                                          | 51                                                          | 0                                                           | 33                                                          | 8.                                                          |
| 2008/09                                  | I. A třída Jihomoravského kraje – sk. A                     | 6                                                           | 26                                                          | 11                                                          | 5                                                           | 10                                                          | 52                                                          | 50                                                          | +2                                                          | 38                                                          | 6.                                                          |
| 2009/10                                  | I. A třída Jihomoravského kraje – sk. A                     | 6                                                           | 26                                                          | 11                                                          | 4                                                           | 11                                                          | 42                                                          | 45                                                          | −3                                                          | 37                                                          | 9.                                                          |
| 2010/11                                  | I. A třída Jihomoravského kraje – sk. A                     | 6                                                           | 26                                                          | 13                                                          | 8                                                           | 5                                                           | 57                                                          | 41                                                          | +16                                                         | 47                                                          | 2.                                                          |
| 2011/12                                  | Přebor Jihomoravského kraje                                 | 5                                                           | 30                                                          | 7                                                           | 7                                                           | 16                                                          | 39                                                          | 63                                                          | −24                                                         | 28                                                          | 13.                                                         |
| 2012/13                                  | Přebor Jihomoravského kraje                                 | 5                                                           | 30                                                          | 9                                                           | 4                                                           | 17                                                          | 47                                                          | 74                                                          | −27                                                         | 31                                                          | 14.                                                         |
| 2013/14                                  | Přebor Jihomoravského kraje                                 | 5                                                           | 30                                                          | 4                                                           | 7                                                           | 19                                                          | 32                                                          | 83                                                          | −51                                                         | 19                                                          | 15.                                                         |
| 2014/15                                  | I. A třída Jihomoravského kraje – sk. B                     | 6                                                           | 26                                                          | 7                                                           | 3                                                           | 16                                                          | 53                                                          | 70                                                          | −17                                                         | 24                                                          | 13.                                                         |
| 2015/16                                  | I. B třída Jihomoravského kraje – sk. B                     | 7                                                           | 26                                                          | 14                                                          | 2                                                           | 10                                                          | 69                                                          | 52                                                          | +17                                                         | 44                                                          | 4.                                                          |
| 2016/17                                  | I. B třída Jihomoravského kraje – sk. C                     | 7                                                           | 26                                                          | 17                                                          | 2                                                           | 7                                                           | 78                                                          | 44                                                          | +34                                                         | 53                                                          | 4.                                                          |
| 2017/18                                  | I. B třída Jihomoravského kraje – sk. C                     | 7                                                           | 26                                                          | 20                                                          | 3                                                           | 3                                                           | 78                                                          | 38                                                          | +40                                                         | 63                                                          | 1.                                                          |
| 2018/19                                  | I. A třída Jihomoravského kraje – sk. A                     | 6                                                           | 26                                                          | 11                                                          | 6                                                           | 9                                                           | 54                                                          | 56                                                          | −2                                                          | 39                                                          | 6.                                                          |
| 2019/20                                  | I. A třída Jihomoravského kraje – sk. A                     | 6                                                           | 13                                                          | 6                                                           | 2                                                           | 5                                                           | 26                                                          | 26                                                          | 0                                                           | 20                                                          | 6.                                                          |
| 2020/21                                  | I. A třída Jihomoravského kraje – sk. A                     | 6                                                           | 9                                                           | 3                                                           | 3                                                           | 3                                                           | 13                                                          | 16                                                          | -3                                                          | 12                                                          | 8.                                                          |
| 2021/22                                  | I. A třída Jihomoravského kraje – sk. A                     | 6                                                           | 26                                                          | 11                                                          | 6                                                           | 9                                                           | 49                                                          | 51                                                          | -2                                                          | 39                                                          | 5.                                                          |
| 2022/23                                  | I. A třída Jihomoravského kraje – sk. B                     | 6                                                           | 26                                                          | 11                                                          | 4                                                           | 11                                                          | 50                                                          | 57                                                          | -7                                                          | 37                                                          | 7.                                                          |

Poznámky:
- 2000/01: Postoupilo taktéž vítězné mužstvo SK Rostex Vyškov.[32]
- 2010/11: Postoupilo taktéž vítězné mužstvo TJ Slavoj Podivín.[33]

## RAFK Rajhrad „B“
RAFK Rajhrad „B“ je rezervním mužstvem Rajhradu, které se pohybuje v okresních soutěžích. Patří ke stabilním účastníkům Okresní soutěže Brno-venkov – sk. A (9. nejvyšší soutěž).

### Umístění v jednotlivých sezonách
Stručný přehled
Zdroj: 
- 2000– : Okresní soutěž Brno-venkov – sk. A

Jednotlivé ročníky
Zdroj: 
Legenda: Z – zápasy, V – výhry, R – remízy, P – porážky, VG – vstřelené góly, OG – obdržené góly, +/− – rozdíl skóre, B – body, červené podbarvení – sestup, zelené podbarvení – postup, fialové podbarvení – reorganizace, změna skupiny či soutěže
| Česko (2000 – ) |                                    |        |    |     |     |     |     |     |     |    |        |
| Sezóny          | Liga                               | Úroveň | Z  | V   | R   | P   | VG  | OG  | +/− | B  | Pozice |
| 2000/01         | Okresní soutěž Brno-venkov – sk. A | 9      | 26 | 14  | 2   | 10  | 68  | 59  | +9  | 44 | 4.     |
| 2001/02         | Okresní soutěž Brno-venkov – sk. A | 9      | 26 | 15  | 6   | 5   | 65  | 33  | +32 | 51 | 3.     |
| 2002/03         | Okresní soutěž Brno-venkov – sk. A | 9      | 26 | 14  | 3   | 9   | 46  | 42  | +4  | 45 | 3.     |
| 2003/04         | Okresní soutěž Brno-venkov – sk. A | 9      | 26 | ... | ... | ... | ... | ... | ... |    |        |
| 2004/05         | Okresní soutěž Brno-venkov – sk. A | 9      | 26 | 9   | 5   | 12  | 65  | 60  | +5  | 32 | 7.     |
| 2005/06         | Okresní soutěž Brno-venkov – sk. A | 9      | 26 | 10  | 5   | 11  | 49  | 55  | −6  | 35 | 9.     |
| 2006/07         | Okresní soutěž Brno-venkov – sk. A | 9      | 26 | 16  | 5   | 5   | 60  | 30  | +30 | 53 | 2.     |
| 2007/08         | Okresní soutěž Brno-venkov – sk. A | 9      | 24 | 10  | 3   | 11  | 57  | 57  | 0   | 33 | 8.     |
| 2008/09         | Okresní soutěž Brno-venkov – sk. A | 9      | 26 | 10  | 3   | 13  | 59  | 74  | −15 | 33 | 8.     |
| 2009/10         | Okresní soutěž Brno-venkov – sk. A | 9      | 26 | 14  | 0   | 12  | 68  | 47  | +21 | 42 | 7.     |
| 2010/11         | Okresní soutěž Brno-venkov – sk. A | 9      | 26 | 11  | 6   | 9   | 51  | 42  | +9  | 39 | 9.     |
| 2011/12         | Okresní soutěž Brno-venkov – sk. A | 9      | 26 | 11  | 8   | 7   | 76  | 47  | +29 | 41 | 4.     |
| 2012/13         | Okresní soutěž Brno-venkov – sk. A | 9      | 26 | 11  | 2   | 13  | 51  | 49  | +2  | 35 | 9.     |
| 2013/14         | Okresní soutěž Brno-venkov – sk. A | 9      | 26 | 8   | 7   | 11  | 47  | 55  | −8  | 31 | 9.     |
| 2014/15         | Okresní soutěž Brno-venkov – sk. A | 9      | 26 | 8   | 2   | 16  | 50  | 73  | −23 | 26 | 11.    |
| 2015/16         | Okresní soutěž Brno-venkov – sk. A | 9      | 26 | 6   | 6   | 14  | 47  | 70  | −23 | 24 | 12.    |
| 2016/17         | Okresní soutěž Brno-venkov – sk. A | 9      | 26 | 7   | 5   | 14  | 58  | 73  | −15 | 26 | 10.    |
| 2017/18         | Okresní soutěž Brno-venkov – sk. A | 9      | 26 | 5   | 4   | 17  | 51  | 77  | −26 | 19 | 13.    |
| 2018/19         | Okresní soutěž Brno-venkov – sk. A | 9      | 26 | 12  | 4   | 10  | 51  | 51  | 0   | 40 | 8.     |
| 2019/20         | Okresní soutěž Brno-venkov – sk. A | 9      |    |     |     |     |     |     |     |    |        |